# Balázs József Róbert
Balázs József Róbert (Budapest, 1930. július 31. – Budapest, 2010. június 10.) magyar festő- és mozaikművész, képzőművész. Fia, Balázs Miklós Ernő (1960–) mozaikművész.

## Életpályája
1953-ban végzett a Képzőművészeti Főiskolán, ahol Berény Róbert, Bernáth Aurél és Domanovszky Endre tanítványa volt.
A Csók István Alkotóközösség, majd a Fiatal Képzőművészek Stúdiója tagja volt. Egy évtizedig a Ferenczy István Képzőművészeti Kör tanára és a Népművelési Intézet külső munkatársa, valamint a Fővárosi Tanács szakreferense volt. A Magyar Szépmíves Társaság tagja volt.
Murális márvány mozaikok mellett alkotott kisebb méretű, táblakép nagyságú kőmozaikokat is, ezekben konstruktív formanyelven, elvonatkoztatott valósággal jelenítette meg a lírai és drámai szimbólumokat. Grafikával és bútorkészítéssel is foglalkozott.

## Kiállításai

### Egyéni
- 1963 Komló, Budapest
- 1964 New York
- 1984 Nyíregyháza, Záhony, Kiskőrös, Kecskemét
- 1985 Lenti, Budapest, Debrecen
- 1989 Badacsonytomaj
- 1990 Budapest
- 1993 Szirák

### Válogatott, csoportos
- 1953, 1955, 1957, 1959, 1962, 1967, 1985, 1988, 1994 Budapest
- 1956 Pécs
- 1964 New York
- 1985 Párizs

## Köztéri művei
- Vitorlások (velencei üvegmozaik, 1965, New York)
- Csendélet (márványmozaik, 1966, Kisterenye)
- A kiskakas gyémánt félkrajcárja (márványmozaik, 1968, Fonyód-Bélatelep)
- Oszlopburkoló üvegmozaik (1969, Szentes)
- Márványmozaik díszítmény (1969, Budapest)
- A Fehér-tó világa (márványmozaik, 1970, Szeged)
- Firenzei céhjelvény és reneszánsz díszítmények (1971, Budapest)
- Budapest (márványmozaik, 1971, Budapest)
- A repülés története (üvegablak-sorozat, 1972, Budapest)
- Gyöngyös-pásztói motívumok (1972, Gyöngyös)
- Címer (mettlachi-mozaik, 1973, Kazincbarcika)
- Zene (márványmozaik, 1984, Kecskemét)
- Életfa (márványmozaik, 1986, Záhony)
- Kozmosz (márvány-gránitmozaik, 1987, Békéscsaba)
- Kőfüggöny (márványmozaik, 1988, Szombathely)
- Hullámzás (épületkerámia-mozaik, 1989, Budapest)
- Kristálygömb (márványmozaik-térplasztika, 1992, Budapest)
- Márványmozaik (1996, Budapest)
- Zene (márványmozaik, 1997, Dunaharaszti)
- A szabadság szárnyalása (gránit-üvegmozaik, 1999)
- Mandelbrot ábra (márványmozaik, 2000, Budapest)
- Padlómozaik (márvány, 2000, Budapest)
- Káosz és Rend (mozaik, vegyes anyag, 2000, Budapest)

## Díjai
- Ferenczy Noémi-díj (2002)